# ジェイムズ・エドウィン・クレイトン
ジェイムズ・エドウィン・クレイトン（James Edwin Creighton, 1861年4月8日、ノバスコシア州ピクトー - 1924年10月8日、ニューヨーク州イサカ）は、アメリカの哲学者。
いかなる思想体系も孤立した精神の産物ではあり得ないと主張した。
カント、ブラッドリー、ボサンケの影響を受け、後にヴィンデルバントやハインリヒ・リッケルトの見解も受け入れたが、彼らの意見の全てを共有することはなかった。クレイトンは、哲学において理解可能なものと自然科学において理解可能なものとを区別していた。
1895年以来、クレイトンはコーネル大学の論理学・形而上学のセイジ教授を務めた。1902年にはアメリカ哲学協会の創立会長を務めた。
彼の最も重要な論文は、『Studies in Speculative Philosophy』（Creighton, 1925; Sabine, 1917も参照）にまとめられている。